# Castellón de Farfaña
Castellón de Farfaña (en catalán y oficialmente Castelló de Farfanya) es un municipio español de la  provincia de Lérida, en la comunidad autónoma de Cataluña. El término municipal, ubicado en la comarca de la Noguera, al noroeste de la capital comarcal, tiene una población de 544 habitantes (INE 2024).

## Toponimia
El topónimo oficial era Castelló de Farfanya hasta 1984, fecha en que se cambió por el de Castelló de Farfanya. El nombre del lugar puede encontrarse también escrito como Castellón de Farfaña.

## Demografía
Cuenta con una población de 544 habitantes (INE 2024).
| Gráfica de evolución demográfica de Castellón de Farfaña entre 1842 y 2021 |
| |
| Población de derecho según los censos de población del INE Población de hecho según los censos de población del INEEn estos censos se denominaba Castelló de Farfaña: 1842, 1857, 1860, 1877, 1887, 1897, 1900, 1910, 1920, 1930, 1940, 1950, 1960, 1970 y 1981 |

| 1900 | 1930 | 1950 | 1970 | 1981 | 1986 |
| ---- | ---- | ---- | ---- | ---- | ---- |
| 1421 | 1154 | 1083 | 1001 | 694  | 631  |

## Economía
Agricultura de secano y de regadío e industria agropecuaria.

## Lugares de interés
- Restos del castillo de Castelló de Farfaña.
- Iglesia de Santa María, de estilo gótico .
- Iglesia de San Miguel, de estilo románico.
- Núcleo antiguo con calles porticadas y edificios renacentistas.